# جون مكجلوكلين
جون مكجلوكلين (بالإنجليزية: Jon McGlocklin)‏ مواليد 10 يونيو 1943 في فرانكلين، هو لاعب كرة سلة أمريكي سابق. بدأ مسيرته الاحترافية في سنة 1965. تم اختياره من قبل فريق سكرامنتو كينغز خلال الدرافت. يبلغ طوله 6 قدم 5 بوصة (2.0 م). اعتزل اللعب في 1976. فاز بلقب دوري إن بي إيه.

## المسيرة الاحترافية
لعب مع سكرامنتو كينغز من سنة 1965 إلى 1967، ثم لعب مع هيوستن روكتس في موسم 1967–1968، ثم لعب مع ميلووكي باكز من سنة 1968 إلى 1976.

## روابط خارجية
- جون مكجلوكلين على موقع إن بي أي (الإنجليزية)
- جون مكجلوكلين على موقع سبورتس رفرنس (الإنجليزية)
- جون مكجلوكلين على موقع كلية كرة السلة في سبورتس رفرنس.كوم (الإنجليزية)
- جون مكجلوكلين على موقع ريلجم (الإنجليزية)
- جون مكجلوكلين على موقع بروبوليرز (الإنجليزية)